# 宇文公諒
宇文公谅（？—？），字子贞，湖州歸安（今浙江吳興）人。
其先成都人。父輩徙居吳興，早年在嘉兴一富户家中教书，半夜有一婦人敲他的門，被他叱回。隔天就離開。平常閑居時，雖獨處暗室，必正衣冠端坐。有寫日記習慣，白天做事，晚上全部記錄下來。元統元年（1333年）進士，授徽州路同知、婺源州事。改同知余姚州事。以病辭歸。再召为国子监丞、江浙提学，官至嶺南廉訪司僉事。有《折桂集》、《观光集》、《辟水集》、《越中行稿》等，皆佚。 

## 延伸阅读
[在维基数据编辑]
 《元史·卷190》，出自宋濂《元史》